# Jérémy Menez
Jérémy Menez (født 7. maj 1987 i Longjumeau, Frankrig) er en fransk fodboldspiller, der spiller som kantspiller hos Club América i Mexico. Han har tidligere repræsenteret blandt andet FC Sochaux, AS Monaco og Paris Saint-Germain i sit hjemland, samt italienske AC Milan.

## Landshold
Menez står (pr. juli 2014) noteret for 24 kampe og to mål for Frankrigs landshold, som han debuterede for den 11. august 2010 i en venskabskamp mod Norge.